# الإنس والنمس (فلم)
الإنس والنمس فيلم كوميدي خيالي مصري إنتاج سنة 2021. الفيلم من إخراج وتأليف شريف عرفة، وإنتاج هشام عبد الخالق، ومن بطولة محمد هنيدي، ومنة شلبي، وعمرو عبد الجليل، وبيومي فؤاد، وشريف دسوقي. تم عرض الفيلم في السينمات يوم 4 أغسطس 2021 وحقق إيرادات في أول أسبوع تجاوزت 16 مليون جنيه مصري.

## ملخص القصة
في إطار الرعب الكوميدي، يعيش تحسين مع والدته، وشقيقته، ويعمل في بيت الرعب بإحدى الملاهي الترفيهية، في يوم من الأيام يقع له حادث ويتسبب ذلك في تغيير حياته جذريا، حيث يتعرف على الفتاة نارمين، ويتعلق بقلبها، ولكنه يصدم عندما يعلم أنها من قبيلة جن تُدعى (النمس)، وأنهم يسعون إلى زيادة نسلهم عن طريق زواج تحسين ونارمين.

## طاقم التمثيل
| - محمد هنيدي: تحسين - منة شلبي: نارمين - عمرو عبد الجليل: شهاوي - بيومي فؤاد: أشموح عصام - شريف دسوقي: والد تحسين | - صابرين: آسيا - محمود حافظ:زوج ابتسام - دنيا ماهر: ابتسام - سليمان عيد: خزاعة - عارفة عبدالرسول:والدة تحسين | - صلاح عبد الله: الشيخ جعفر - محمد جمعة:الدكتور - لبنى محمود: إقبال - هشام منصور: مرعشلي |

## وصلات خارجية
- مقالات تستعمل روابط فنية بلا صلة مع ويكي بيانات